# Lune Millennium Bridge
Die Lune Millennium Bridge ist eine Schrägseilbrücke für Fußgänger und Radfahrer über den River Lune in Lancaster, England.
Das Brückenbauwerk hat eine Gesamtlänge von 114 m und ist in einem Bogen angelegt. Die Brücke selbst hat eine Spannweite von 64 m. 
Die Brücke wurde von Whitby Bird and Partners entworfen. 
Die Brücke wurde zwischen November 1999 und Juni 2000 gebaut, um an die Jahrtausendwende 1999/2000 zu erinnern. Die Brücke stellt eine Verbindung über den Lune für Fußgänger und Radfahrer als Alternative zur Greyhound Bridge, über die die Fernstraße A6 geführt wird. Die Brücke ist Teil des National Cycle Network Route 6.